# Callistachys lanceolata
Callistachys lanceolata är en ärtväxtart som beskrevs av Étienne Pierre Ventenat. Callistachys lanceolata ingår i släktet Callistachys och familjen ärtväxter. Inga underarter finns listade i Catalogue of Life.